# Sarumaru no Taifu

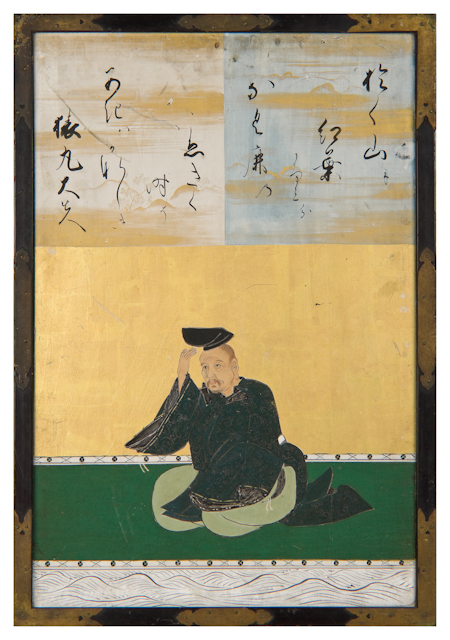
Sarumaru no Taifu von Kanō Tan’yū, 1648

Sarumaru no Taifu (jap. 猿丸大夫, auch Sarumaru no Dayū; Lebensdaten unbekannt)
war ein Waka Dichter der frühen Heian-Zeit. Sarumaru ist der eigentliche Name, Daiyū auch Tayū bezeichnet den fünften Hofrang nach dem Ritsuryō-System oder auch den fünften Rang eines Shintō-Priesters am Ise-Schrein. Er gehört zu den 36 Unsterblichen der Dichtkunst.
Über die historische Person Sarumaru und seine Lebensdaten ist wenig bekannt. Manche Forscher bezweifeln gar seine Existenz. Andere argumentieren Sarumaru sei Prinz Yamashiro no Ōe. Die einzige Erwähnung Sarumaru findet sich in den Sechs Reichsannalen.

## Beispiel
| おく山に 紅葉ふみわけ なく鹿のこゑきく時ぞ 秋はかなしき | oku yama ni momiji fumiwake nakushika no kowe kiku toki zo aki ha kanashiki | When in the forest deep and red I hear the plaintive cries of deer, as, wandering, on the leaves they tread, then autumn seems indeed so drear. |